# Ålborg Bugt
Ålborg Bugt är en vik i Danmark. Den ligger längs Jyllands östkust och  är en del av Kattegatt. I bukten ligger Randersfjorden och Mariagerfjorden som bägge går relativt långt in Jylland. Danmarks längsta vattendrag, Gudenå, mynnar genom Randersfjorden i bukten. 
En stor del av bukten ingår i Natura 2000-området "Natura 2000-område nr. 14 Ålborg Bugt, Randers Fjord og Mariager Fjord". Det skyddade området är ett av Danmarks största och täcker 71 096 ha, vara 63 535 ha är hav. Skyddet syftar bl.a. till att skydda områdets fisk- och fågelliv samt dess ålgräsängar och strandängar